# Diplomyces atanygnathi
Diplomyces atanygnathi är en svampart som beskrevs av Thaxt. 1931. Diplomyces atanygnathi ingår i släktet Diplomyces och familjen Laboulbeniaceae.   Inga underarter finns listade i Catalogue of Life.